# Ortografia del bretó
L'ortografia del bretó (en bretó doareoù-skrivañ ar brezhoneg) és la transcripció del bretó, llengua cèltica de la família indoeuropea parlada a la Baixa Bretanya, en alfabet llatí. Ha estat objecte de diverses reformes i d'intents de normalització successius i a vegades concurrents: pels jesuïtes en el segle xviii, pels autors del renaixement bretó del segle xix i els intents durant el segle xix d'assolir una ortografia unificada a vegades contradictòria en el respecte a les varietats dialectals de la llengua.

## Antecedents

### Primeres transcripcions
La transcripció més antiga en bretó es va trobar dins d'un sarcòfag en una capella prop del poble de Lomarec al municipi de Krac'h, prop d'An Alre: irha ima in ri (en bretó modern: amañ emañ ar roue), que vol dir « aquí reposa el rei ». La inscripció està datada en el regnat de Waroc'h I, i hom pensa que hi podria estar enterrat. Les evidències que recolzen aquesta tesi són: 
- l'etimologia d'Auray (del llatí Aula regia), que fa pensar en una cort reial
- La data de fundació d'Auray, un castell de mota i pati datat del segle v.

Les traces han estat trobades de dues formes diferents: 
- les glosses als manuscrits llatins: es tracta d'una breu explicació en bretó termes llatins per a l'ús d'escribes i copistes,
- Noms de llocs i persones, especialment als cartularis de les abadies que compilaven les actes dels sobirans, les acte de donació ...

Les glosses foren estudiades particularment per Léon Fleuriot.
Del mateix període data el manuscrit de Leiden, de fet, un fragment de tractat sobre medicina i botànica escrits en bretó i llatí que es va trobar a la Universitat de Leiden. Data del 590 (segle vi), dos segles i mig abans del Jurament d'Estrasburg (842), considerat el primer text en francès antic.
Com la majoria de llengües europees occidentals, el bretó es transcriu en alfabet llatí. Però l'alfabet llatí no té transcripció per a alguns fonemes particulars del bretó. Els autors de l'Edat Mitjana havien d'usar dígrafs o trígrafs per tal de representar certs sons bretons. Així, per exemple, es va introduir la grafia -ff per assenyalar una vocal nasal. Per exemple, el nom Henaff (ortografia moderna Henañ) es pronuncia /(h)enã/. Originàriament, en bretó antic i bretó mitjà les mutacions no foren escrites.

### La reforma dels Jesuïtes
A partir del segle xviii els jesuïtes posaren en marxa campanyes d'evangelització. A la Baixa Bretanya la gran majoria de la població no parla francès, excepte als ports de Brest i Lorient. Això va forçar als jesuïtes a aprendre bretó. Per tal de facilitar-ne l'ensenyament, van escriure gramàtiques, mètodes, etc. Aleshores es van introduir noves característiques, atribuïdes a Julien Maunoir, però que l'ús de les quals era anterior:
- l'abandonament de les formes reflectides en desús (me em, ez em, en em, on em, hoz em, ho em), substituïdes uniformement substituïdes per en em,
- l'abandonament de la rima interna i la versificació,
- la grafia -ff que indica la nasalització de la vocal precedent se substitueix per -n,
- abandonament de les lletres mudes en diferents paraules, en particular una sèrie de z intervocàliques (hezre esdevé here, cazr esdevé caer, ...),
- escritura de les mutacions consonàntiques.

Així, encara que fins aleshores sempre s'escrivia tat ("pare"), tot i que la pronunciació d'aquesta paraula canviava depenent del context, ara amb la forma mutada s'escrivia:
- ma tat « el meu pare », pronunciat /ma'sa:t/ després /ma'za:t/, i escrit ara ma zad,
- da tat « el ten pare », pronunciat /da'da:t/, ara s'escriu da dad.

De vegades (en general els noms propis), s'escriu la lletra mutada abans de la lletra sense mutar per tal de facilitar el reconeixement de paraules. Per exemple, Itron vMaria « la verge Maria », emaon o vont da gKemper « jo vaig a Kemper ».
Va ser en aquesta època quan va començar el període del bretó modern, i on es veu que les ortografies difereixen: mentre que la grafia antiga (reformada pels jesuïtes) es converteix en l'estàndard de facto per als tres bisbats de Cornualla, Tregor i Leon, una altra grafia apareix a finals del segle xviii per a transcriure el dialecte vannetès (que té una gramàtica i sobretot una pronunciació relativament distants dels altres). D'aquesta manera hi haurà dues tradicions literàries, en leonès i en vannetès.
El 1716 el monjo Dom Loeiz Le Pelletier va compondre un Dictionnaire de la langue bretonne (publicat el 1752) on hi proposa estandarditzar w en gw i k davant les vocals e i i.

### La reforma de Le Gonidec
Quan Jean-François-Marie Le Gonidec elaborà entre el 1800 i el 1840 la Grammaire celto-bretonne i el Dictionnaire français-breton, va renovar també l'ortografia. El seu objectiu era transcriure fonèticament la llengua (per a ser més exactes, el dialecte leonès), per tal de superar la possible influència del francès, i ser més simple i coherent. Així, va generalitzar l'ús de la lletra k per al so /k/ fins aleshores escrit c o qu, la lletra g per al so /g/ davant i i e...
Aquest enfocament se centra exclusivament en la fonètica leonesa en el sentit de treure a l'ortografia certes marques etimològiques: per tant, la z s'utilitza per registrar tots els sons /z/, encara que no notava que algunes /z/ provenien d'antigues /θ/ o /ð/ (sons que corresponen a th en anglès de thin i this respectivament, conservades en el gal, on estan escrits th i dd), la lletra s representen els altres sons /z/ procedents de les antigues /s/ intervocàliques, i les grafies ss o c o ç representant els sons /s/ de la llengua moderna, com en francès.
Durant el segle xix, l'ortografia de Le Gonidec i la seva versió revisada del diccionari de Troude fou usada paral·lelament amb l'ortografia clàssica: primer amb timidesa, deseprés majoritàriament, un cop fou acceptada per l'església. també en foren usades barreges anàrquiques.

### La primera grafia unificada
Durant el segle xix, però, les ortografies utilitzades eren força divergents segons el lloc d'origen de l'escriptor, i per tant, del seu dialecte, segons si havia estat escolaritzat o no ... D'altra banda, alguns texts foren escrits de manera fonètica, de manera que la transcripció variava d'un autor a un altre, segons si sabia francès o no. L'absència d'una autoritat central que arbitrés les diferents opcions ortogràfiques va facilitar la multiplicitat d'ortografies.
Els escritors, per la seva banda, van tractar de posar remei a aquesta situació refinant la grafia per tal d'admetre totes les varietats dialectals en la mateixa norma escrita. L'objectiu era aconseguir que el màxim de dialectes acceptessin la mateixa ortografia. Aquests esforços assolirien èxit a començaments del segle XX afegint termes de la pronunciació dialectal.
El 1908 el gramàtic Frañsez Vallee i el lingüista Emil Ernod crearen una entesa d'escriptors bretons que proposava una ortografia comuna a partir del dialecte leonès millorada per Le Gonidec. La majoria d'autors arribaren a un acord sobre la norma (que més tard va rebre el nom de KLT en referència a les inicials dels tres bisbats bretons, Kernev, Leon i Treger). No arribaren a un acord, però, amb els escriptors de Bro Gwened, que continuaren escrivint amb l'antiga ortografia. Les innovacions introduïdes el 1908 consistien en:
- generalització de l'ús de y per la semiconsonant /j/ : ara s'escriu Yann en comptes de iann (cf Emgann Kergidu), ya en lloc de ia (alguns han volgut estendre aquesta pràctica als plurals en -ien, iou, el que hauria estat coherent)
- ús de gw en lloc de gu per escriure la combinació /g/, permetent així diferenciar de /g/ (comparar per exemple gouel « festa » i gwell « millor »)
- ús de ilh pel so /ʎ/ (« mullat »)
- la transcripció de les consonants finals és un problema particular en el bretó, que varien segons el context fonètic: són ensordides a final de paraula (acabament o interrupció de la frase) i suavitzada en associació (ex. : Mad eo (« està bé ») es pronuncia /ma:de/ mentre que Se zo mad (« això està bé ») es pronuncia /sezoma:t/ ou /zezoma:t/). Es va decidir de transcriure els substantius amb una finale suau i els adjectius amb una final forta (ex. mad : el « bé » (contra el mal) ~ mat : l'adjectiu « bo », però ambdós es pronuncien de la mateixa manera).[2]

Entre els anys 1910 a 1930 es van fer noves propostes per tal d'aproximar l'ortografia KLT i la vanetesa. En particular, el 1911 el canonge i gramàtic vannetès Pierre Le Goff va proposar una síntesi de l'ortografia a Frañsez Vallée i Emil Ernod a Saint-Brieuc. La principal innovació va ser el dígraf zh emprat als dialectes KLT on es pronuncia /z/ (o no es pronuncia) i en vannetès és pronunciat /h/, de manera que Breizh "Bretanya" es pronuncia Breih a Vannes i Breiz a la resta del país. (El zh normalment correspon a un antic /θ/)) Aquesta proposta no prosperà pas a causa de les diferències sobre la transcripció c'h del fonema /x/.
La Bodadeg veur Emglew ar Brezhonegerien (Gran Assemblea de L'Entesa dels Bretonòfons) va tenir lloc el 28 de desembre de 1936 a l'Hotel Terminus de Lorient, per iniciativa de Xavier de Langlais, secretari d'Emglew ar Brezhonegerien KLTG (Entensa dels Bretonòfons KLTG) i sota el patrocini d'Ar Brezhoneg er Skol. Aquests principis foren resumits en una proposició de Xavier de Langlais el 1936. Consistien en l'ús de les grafies següents: 
- -v pel so /w/ que en Goëlo es pronuncia /v/ o /f/ quan els altres dialectes pronuncien generalment /w/ o un so aproximat (ex. : piou sovint és escrit piv, brao esdevé brav, etc.). Aquesta notació té l'avantatge de posar de manifest que el radical es deriva d'un mot (ex. : brav → bravañ mentre que abans brava derivava de brao). Finalment, es marca indicant una pronunciació vannetesa diferent. (La proposició initial suggereix usar la grafia w en la que ara s'utilitza -v.)
- el dígraf zh proposat el 1911.

Aquestes proposicions foren rebutjades inicialment per la majoria d'escriptors, principalment Roparz Hemon. El 1938 es va intentar una nova reunió a Lorient que acabà sense acord, aquest cop amb innocacions proposades pels escriptors vannetesos Auguste Guillevic, Loeiz Herrieu i Xavier de Langlais.

## Creació delpeurunvan(ortografia unificada)
En 1941 el règim de Vichy es va declarar disposat a tolerar l'ensenyament del bretó (tot i que la llengua bretona havia estat severament reprimida a les escoles), però "lamenta" que no és possible a causa de l'existència de diverses varietats ortogràfiques.
El 8 de juliol de 1941 un comitè d'escriptors (Roparz Hemon, Loeiz Herrieu, Frañsez Kervella, l'abat Perrot, Bourdelles, Uguen, Abeozen, el pare Le Goff, Gwilherm Berthou, Loeiz Ar Floc'h, ...) és es va reunir i va aprovar una ortografia unificada davant la necessitat de permetre l'ensenyament del bretó. Com a resultat d'això, al final de l'any es va permetre l'ensenyament facultatiu del bretó fins a una hora per setmana fora de l'horari escolar normal. Aquesta ortografia es va adoptar gradualment de 1941 a 1942.
Aquesta ortografia és anomenada sovint KLTG (amb referència a la unificació entre l'ortografia KLT i Vannes/Gwenedeg en bretó). També és conegut com a peurunvan "totalment unificat" o escriptura "zh", el dígraf zh fou pres com un símbol de la unificació de l'ortografia del vannetès i dels altres dialectes.
Després de l'alliberament, el degà de la Facultat d'Arts de Rennes va fer pública la seva negativa a admetre els exàmens que controlava la universitat d'aquesta ortografia que va anomenar "científicament reprovable" i "improvisada" el 8 de juliol de 1941 a instàncies de l'ocupant. Malgrat això, aquesta ortografia ha estat usada per més de la meitat d'autors en bretó, ja sigui antics com 
Aquesta ortografia ha estat seguit per encara més de la meitat dels autors de la llengua bretona, ja siguin vells com Loeiz Ar Floc'h, Youen Olier, Marsel Klerg, Per Denez, Abanna i Goulven Pennaod, o els més joves de la generació UDB, com Erwan Evenou o Yann-Ber Piriou, i després per Kergoat i Alan Botrel. El 1958 fou creada Kuzul ar Brezhoneg, federació que agrupa les associacions bretones militants per l'ortografia unificada del bretó.

## L'ortografia universitària (ar skolveurieg)
Després de la guerra, alguns autors es van negar a utilitzar l'escriptura peurunvan a causa del compromís amb la Col·laboració d'alguns dels seus promotors. D'altra banda, durant els anys 1950 es va produir el "miracle bretó", el pas d'una agricultura basada en l'explotació de petites parcel·les a una agricultura quasi-industrial (mecanització, fusió de petites explotacions en grans, consolidació i desenvolupament de cooperatives, etc.). Al mateix temps es va produir un basculament lingüístic: els ancians parlaven bretó entre ells però parlaven en francès als seus fills, pertal d'evitar-los la humiliació que ells mateixos havien patit en la seva joventut (com el simbol) i facilitar-los l'accés a la cultura francesa, considerada més atractiva per l'adopció d'un llenguatge percebut com a modern (idioma de la ciutat i dels burgesos) en lloc d'un llenguatge devaluat (el bretó, llengua desprestigiada després d'un segle d'educació, llengua de pagesos, pobres, etc.). Així que no és estrany veure en els districtes centrals de Bretanya gent nascuda abans de 1950 per parlar bretó entre ells i francès als infants i als estrangers.
El moviment associatiu Emgleo Breiz de promoció de la llengua bretona propoà el 1953 una nova ortografia, que havia d'ajudar els que volien aprendre bretó a dominar-ne la pronunciació, utilitzant una grafia més properes a les convencions franceses. La ruptura amb l'ortografia antiga ha estat minimitzada pel fet que l'església pràcticament ha abandonat l'ensenyament del bretó en les últimes dècades, el bretó no s'ensenya en absolut, sinó que es transmet per via oral.
Aquesta ortografia creada pel canonge François Falc'hun fou anomenada "escriptura universitària" (skolveurieg), ja que va ser adoptada per l'administració en les universitats. També fou anomenada "escriptura de Brest", ja que molts escriptors que l'adoptaren parlaven leonès, que havia estat durant molt de temps estàndard vehicular del KLT. Alhora, es va idear una escriptura universitària pel vannetès, amb la que comparteix trets comuns. Les seves característiques, comparades amb el perunvan, són:
- substitució de la grafia c'h per h en tots els casos en què la pronunciació majoritària és /h/;
- generalització de la forma lleu de les consonants finals dels adjectius, preposicions i formes verbals (per exemple,. Mad eo i N'eo ket mat) ;
- la restitució de l'ortografia tradicional en lloc de v del peurunvan en la pronunciació /w/, per exemple brao i liou en lloc de brav i liv ;
- simplificació en -m de les -mp de primera persona del plural;
- marcatge facultatiu de la nasalització dels infinitius (pronunciació de Bro Dreger) i superlatius (Tregor i Bro Kernev);
- escritura dels antics diftongs ao i ae en ô i ê ;
- Notació de les mutacions /s/ en /z/, com abans del peurunvan;
- Notació possible de les mutacions /ʃ/ escrit ch en /ʒ/ escrit j, i de /f/ escrit f en /v/ escrit ’f
- uns retocs a l'ortografia de paraules concretes: ema en lloc de emañ, oll en lloc de holl...

Aquesta ortografia s'ha vist molt criticada per certs inconvenients:
- sobre el paper no té pas la pretensió de ser l'única al territori bretonòfon, ni tan sols per la KLT; però els seus usuaris sovint s'alinearen en la versió leonesa: restitució de la z leonesa en la reedició de les obres en tregorrès (Bilzig)...
- No fa pas distinció entre « h » muda i « h » sonora (escrit c'h en peurunvan : ex. bihan (h muda) ~ nehi (h pronunciada), morhed (h pronunciada) ~ morhoh (h muda) ;
- Confon la grafia ill la /ʎ/ humida i la /l/ després i breu : ex. pillig (i breu + l) ~ pillou (l humida) ;
- Escriu un final sonor pels adjectius i no pas la notació del « zh ».
- No escriu la nasalització dels infinius, cosa que no permet pas distingir les dues classes de verbs del bretó.
- l'escriptura dels -mp de la primera persona del plural en -m, et dels c'h en h no és més apropiat fonèticament quan s'allunya del leonès.

L'ortografia universitària només utilitzada per la tendència regionalista del moviment bretó, qui agrupa des de personalitats proximes al MRP o del gaullisme, laics cristians i catòlics practicants, eclesiàstics i religioses de les diòcesis de Quimper i Bro Leon, així com simpatitzants del Partit Comunista Francès o d'organitzacions afins, Alguns nomenenen aquesta ortografia ar falc'huneg, en honor del seu creador.

## L'escriptura interdialectal (etrerannyezhel)
A finals dels anys 1960, per tal de reduir la bretxa entre l'escriptura unificada i l'escriptura acadèmica, els defensors dels dos sistemes (i els insatisfets amb un i altre, com Léon Fleuriot) es van reunir diverses vegades per tractar de trobar una solució de compromís. En aquestes reunions es van establir els fonaments de l'ortografia "etimològica" o "interdialectal". El projecte no va prosperar. Alguns rebutjaven la zh a causa del seu símbol nacionalista (o nazi). Per Denez, en canvi, no volia canviar el peurunvan.
En 1975, però, a petició de la Unió Democràtica Bretona i per tal de publicar el seu mètode assimil en bretó, Fañch Morvannou va proposar una nova ortografia basant-se en les conclusions de les reunions esmenades. Aquesta ortografia, anomenada interdialectal (etrerannyezhel), segons els seus defensors, ofereix els avantatges:
- Reflecteix millor l'etimologia de les paraules, ja sigui d'origen cèltic o llatí: es tracta de ser científic;
- Aproxima ortogràficament el bretó a les llengües germanes (gal i còrnic)

que porta el bretó ortogràficament les seves llengües germanes (Gal i Cornualla);
- També és proper a l'ortografia anterior a Le Gonidec
- Evita alguns errors en la pronunciació;
- s'esforça per satisfer millor les diferències dialectals: pretén ser igualitari.

Aquesta ortografia repren alguns dels principis de la peurunvan aportant algunes modificacions:
- les consonants a final de paraula són notats per consonant feble coma la universitària.
- la zh és utilitzada per a notar la /θ/ etimològica, corresponent a una th del gal (que havia estat la idea original) llevat quan és inicial o en paraules compostes: una dotzena de mots peurunvan en zh (diwezhat, ezhomm, kouezhañ, lazhañ, Roazhon...) s'écriviran amb una z simple en interdialectal (diwezad, ezomm, kouezañ, lazañ, Roazon...) quan s'escrivien amb una h en vannetès: aquestes z no provenen pas d'un /θ/ sinó d'un /ð/ (dd gal) i ne es pronuncien pas en Bro Kernev ni en Bro Dreger, però la zh no sempre es muda a kernev (ex. c'hoazh, brizhili...) ;
- la /z/ resta escrita z quan prové d'un antic /ð/ : ruz, druz, goz, newez, dimeziñ, etc., però s'escrius quan prové d'un antic /s/ : izel « baix » esdevé isel co men gal isel i l'irlandès iseal, azen « âse » esdevé asenn com el llatí asinus, noz « nit » esdevé nos com en gal·lès, bretó mitjà i còrnic; es pronuncia sempre i a tot arreu /s/) però s'escriu ss : paseal « passar » esdevé passeal, dous « suau » esdevé douss. Exemple global : el peurunvan azezet on war ar plouz dous esdevé en interdialectal : asezet on war ar plous douss, la z d'asezet esdevé generalment muda fora de Bro Leon, diferència invisible de l'ortografia peurunvan azezet ;
- algunes v del peurunvan s'escriuen w : liv (liou o liù en universitari « color » esdevé liw semblant al gal·lès lliw, glav (glao o glaù en universitari) « pluja » esdevé glaw com en gal·lès ;
- algunes paraules aïllades són modificades.

Aquesta ortografia només ha estat emprada per l'editorial Skol Vreizh, pel gramàtic Fañch Morvannou (mètode Assimil), pel diccionari de Francis Favereau (tot i que els contes els ha publicat en ortografia unificada), en el conte Donaw d'Iwan Tangi, el diccionari de matemàtiques de Jean Marot, a les poesies de Jean-Claude Le Ruyet i als llibres de Jean-Yves Plourin.

### Nova versió (2003)
Una versió que es considera més científica d'aquesta ortografia fou proposada el 2003 per Albert Deshayes al Dictionnaire étymologique du breton, ja que cercava tenir una base més etimològica. Hi corregeix alguns punts :
- la /z/ provinent de l'antiga /s/ és escrita sistemàticament s (en algunes paraules, Fañch Morvannou havia conservat z) : amzer « temps » esdevé amser com en gal·lès. Això provoca noves confusions, com harsañ amb /z/ i farsal amb /s/, falzer amb /z/ i falser amb /s/ de Morvannou confosos en falser ;
- supressió de les zh no etimològiques, encara que es pronunciïn /h/ en vannetès, així kerhet vannetès és transcrit kerzed (el grup -rz- indicant la variació). Les altres rz resten rz (com peurzorn), i han de ser pronunciades /r/ en bretó vannetès.
- l'ús de consonants finals febles o fortes està sistematitzat segons l'etimologia, reflextica en la vocal precent (llarga o curta; l'ús de les febles s'estén al participi passat i al mot ked (que Falc'hun avait proposat de deixar com a fortes).
- l'ortografia de molts mots és modificada en un sentit més etimològic : ovn en lloc d'aon (« por »), ew en lloc d'eo (forma del verb « ser ») — generalment amb una conseqüència positiva sobre la qualitat interdialctal de l'ortografia, yein en lloc de yen (fred), laesenn, del francès antic lei (« llei »), en lloc de lezenn ;
- El diftong aou i la seva versió no accentuada où són escrites ow (con en còrnic) : low en lloc de laou « polls », pilhow en lloc de pilhoù « draps » i pilhowaer en lloc de pilhaouaer « calaixera ». En aquests casos, la relació entre els mots derivats es veu més clara : park > parkow > parkowier en lloc de park > parkoù > parkaouier/parkeier. Hom podria objectar aque aquesta anotació amaga el fet que el fonema es pronuncia /u/ en posició àtona. Endemés, aquesta notació soscava la integritat del sistema, puix que la « w » s'utilitza, en etrerannyezhel, però que es pronuncia tant /w/ com /v/, com a gwenn, qui mutà i es pronuncia generalment /vɛn/ com a un nor wenn (/œ̃n nɔ:ʁ vɛn/). O, per exemple, ningú no pronuncia laou */lov/.

## Comparació de les tres ortografies
| Etrerannyezhel (1975) | Peurunvan (1941) | Skolveurieg (1956) | Traducció                     |
| --------------------- | ---------------- | ------------------ | ----------------------------- |
| glaw                  | glav             | glao               | pluja                         |
| piw                   | piv              | piou               | qui                           |
| levr                  | levr             | leor               | lliure                        |
| ewid                  | evit             | evid               | per                           |
| gant                  | gant             | gand               | amb                           |
| anezhi                | anezhi           | anezi              | ella                          |
| ouzhpenn              | ouzhpenn         | ouspenn            | més                           |
| brawañ                | bravañ           | brava              | Superlatiu de brav, agradable |
| pelec’h               | pelec’h          | peleh              | on                            |

## Polèmica sobre l'ortografia del bretó
Periòdicament esclaten polèmiques sobre l'elecció de l'ortografia, barrejant ortografia, llenguatge i política. Hi ha dos tipus de controvèrsia, la que divideixen els bretonòfons a causa de la seva opció lingüística i la que és causada pels oposats al bretó.

### Una llengua, dos bàndols, tres ortografies
Després de la Segona Guerra Mundial s'ha produït una divisió en l'elecció de l'ortografia:
- Una franja (anomenada nacionalista pels seus opositors) partidària de mantenir l'ortografia peurunvan en la línia marcada per Gwalarn. Inclou la revista Al Liamm i els cursos per correspondència Skol Ober, amb l'objectiu de desenvolupar un bretó unificat, una llengua de creació per a la literatura i l'educació;
- Una altra granja (anomenada regionalista pels seus opositors), que inclou tant comunistes com confessionals, utilitza l'ortografia universitària, amb l'objectiu de preservar el bretó tradicional, en una societat on no hi havia perspectives d'obertura a l'ensenyament del bretó, encara que molts creien, erròniament, que la llei Deixonne de 1951 en permetria el desenvolupament. Ha estat usada en algunes emissions de ràdio i de televisió en bretó (primer amb Charlez ar Gall i després Fañch Broudig) i ha tingut algun ressò gràcies a les edicions d'Emgleo Breiz i a la revista Brud Nevez.
- El 1975, per tal de superar aquesta divisió es va crear l'ortografia interdialectal (etrerannyezhzel). Però cadascú ha restat fidel a la seva posició (ortografia unificada contra ortografia universitària) i l'intent d'unificació va ser un fracàs. La revista Planedenn, publicada en aquesta ortografia, va tenir una vida molt efímera, i les edicions Skol Vreizh que li donaven suport a poc a poc s'obriren a l'ortografia peurunvan.[5]

El canvi polític de 1981 que permet la creació de la llicenciatura en bretó, després del CAPES i del DEUG, va promoure l'ensenyament del bretó i la formació donada a la Universitat de l'Alta Bretanya a Rennes, on la peurunvan és l'única ortografia universitària. Els canvis sociològics han debilitat l'altra tendència, i la Universitat de Bretanya Occidental a Brest també està oberta a les diferències.

### Situació actual
Durant la dècada del 1980 la situació s'ha anat clarificant:
- L'aparició des del 1976 de les escoles Diwan ha contribuït en gran manera a l'expansió de l'ortografia peurunvan, que es va generalitzar el seu ús en l'educació, la vida pública i les publicacions. Totes les noves associacons o revistes noves creades després, com Bremañ (1980) o Ya! (2005) han seguit el seu exemple, incloent per descomptat les edicions per a la joventut, els llibres o revistes per a nens publicat per An Here o Keit Vimp Bev. També és utilitzada per gairebé tots els mestres de classes bilingües, i pels docents catòlics de la Universitat d'Alta Bretanya (Rennes II) i per alguns professors de la Universitat de Bretanya Occidental (UBO) de Brest.
- La viquipèdia en bretó utilitza majoritàriament aquesta ortografia.
- D'altra banda, l'ortografia universitària (skolveurieg) encara és utilitzada per Emgleo Breiz i les seves publicacions, dirigides per Fañch Broudig.
- L'escriptura interdialectal (etrerannyezhel) només s'utilitza en l'educació anecdòticament. També s'utilitza en la Universitat de Bretanya Occidental (UBO) de Brest i és reconeguda per l'Escola de Graduats de la Universitat de l'Alta Bretanya (Rennes II) com a escriptura estandarditzada i codificada per a l'obtenció de diplomes. L'editorial Skol Vreiz treu llibres en aquesta ortografia, i cada any l'associació bretona Ar Falz organitza un curs de bretó on aquesta escriptura hi és representada. L'associació de Vannes Tremenvoe i els treballs de Skolius fan servir la interdialectal com a ortografia de referència.

La situació no és exactament la de 1975, i les rivalitats s'han alleujat molt. Els vells arguments ja no estan limitats als sobiranistes que s'oposen al bretó en general. Hi ha fins i tot alguns escriptors, com Goulc'han Kervella o el prolífic Mikael Madeg que publiquen els seus textos en les dues ortografies principals.
La Skrivadenn o dictat en llengua bretona, concurs anual de dictat de 4 a 84 anys i al qual van assistir 400 participants el març de 2006, utilitza l'ortografia peurunvan.

## Ordre alfabètic
| Tri primari   |  |   |   |   |   |   |   | - | – | — | , | ; | : | ! | ? | . | …   | … | ’ | ’ | ’ | " | " | " | ( | ) | [ | ] | { | } | § | ¶ |
| Tri secundari |  |   |   |   |   |   |   | - | – | — | , | ; | : | ! | ? | . | …   | … | ’ | ’ | ’ | " | " | " | ( | ) | [ | ] | { | } | § | ¶ |
| Tri terciari  |  | _ | ´ | ` | ˆ | ˜ | ¨ | - | – | — | , | ; | : | ! | ? | . | . . | … | ' | ‘ | ’ | " | « | » | ( | ) | [ | ] | { | } | § | ¶ |

| Tri primari   | @ | * | / | \ | & | # | % | ° | + | ± | ÷ | × | < | = | > | \| | $ | £ | € | 0 | 1 | 2 | 3 | 4 | 5 | 6 | 7 | 8 | 9 |
| Tri secundari | @ | * | / | \ | & | # | % | ° | + | ± | ÷ | × | < | = | > | \| | $ | £ | € | 0 | 1 | 2 | 3 | 4 | 5 | 6 | 7 | 8 | 9 |
| Tri terciari  | @ | * | / | \ | & | # | % | ° | + | ± | ÷ | × | < | = | > | \| | $ | £ | € | 0 | 1 | 2 | 3 | 4 | 5 | 6 | 7 | 8 | 9 |

| Tri primari   | a | a | a | a | a | a | a e | a e | b | b | ch | ch | ch | c’h | c’h | c’h | c | c | c | c | d | d | e | e | e | e | e | e | e | e | e | e |
| Tri secundari | a | a | à | à | â | â | æ   | æ   | b | b | ch | ch | ch | c’h | c’h | c’h | c | c | ç | ç | d | d | e | e | é | é | è | è | ê | ê | ë | ë |
| Tri terciari  | a | A | à | À | â | Â | æ   | Æ   | b | B | ch | Ch | CH | c’h | C’h | C’H | c | C | ç | Ç | d | D | e | E | é | É | è | È | ê | Ê | ë | Ë |

| Tri primari   | f | f | g | g | h | h | i | i | i | i | i | i | j | j | k | k | l | l | m | m | n | n | n | n | o | o | o | o | o e | o e | p | p | r | r | s | s | t | t |
| Tri secundari | f | f | g | g | h | h | i | i | î | î | ï | ï | j | j | k | k | l | l | m | m | n | n | ñ | ñ | o | o | ô | ô | œ   | œ   | p | p | r | r | s | s | t | t |
| Tri terciari  | f | F | g | G | h | H | i | I | î | Î | ï | Ï | j | J | k | K | l | L | m | M | n | N | ñ | Ñ | o | O | ô | Ô | œ   | Œ   | p | P | r | R | s | S | t | T |

| Tri primari   | u | u | u | u | u | u | u | u | v | v | w | w | y | y | y | y | z | z | q | q | x | x |
| Tri secundari | u | u | ù | ù | û | û | ü | ü | v | v | w | w | y | y | ÿ | ÿ | z | z | q | q | x | x |
| Tri terciari  | u | U | ù | Ù | û | Û | ü | Ü | v | V | v | W | y | Y | ÿ | Ÿ | z | Z | q | Q | x | X |

## Programaris de correcció ortogràfica
- Difazi 99, per Stur (programari comercial. Bretó unificat)
- An Drouizig Difazier 2007, per An Drouizig (programari gratuït, per a Microsoft Office. Bretó unificat)
- OpenOffice.org Arxivat 2011-11-01 a Wayback Machine., per An Drouizig. El pack lingüístic bretó d'OpenOffice.org inclou també un corrector (Bretó unificat).